# 包蘭線
包蘭線（ほうらんせん）は、中華人民共和国の国鉄鉄道路線。内モンゴル自治区包頭市と甘粛省蘭州市を連絡する。全長は990km。

## 概要
京包線の西への延長路線として建設された。京包線と併せて隴海線同様に東西を結ぶ重要幹線である。包頭からほぼ黄河に沿って走り、恵農から寧夏回族自治区に入り、銀川市を経由して乾塘を超えて甘粛省に入り蘭州に至る。宝中線と併せ、寧夏回族自治区の動脈である。中衛から乾塘にかけてはトングリ砂漠の辺縁を通り、中国で初めての砂漠を走る鉄道となった。様々な防砂、治砂処置に対して、1987年に中国国家科学技術進歩特等賞を受賞した。包頭～恵農間と中衛～乾塘間が複線である。残る区間も複線化し、更に高速化する計画がある。起点から423.0km（落石灘～恵農間）までがフフホト局、そこから終点までが蘭州局に属している。

## 歴史
- 1954年10月 - 着工。
- 1958年7月 - 開通。
- 1958年10月 - 営業開始。
- 1961年 - 蘭新線へのバイパスとなる乾武線が開通[4]。
- 1994年11月 - 迎水橋～干塘間の複線電化事業着工[5]。
- 1995年10月 - 迎水橋-乾塘間の複線電化工事が完成[5]。
- 1996年3月 - 乾塘-白銀西間の電化事業着工[5]。
- 1997年5月 - 柳家荘-西湖間の電化事業着工[5]。
- 1997年12月 - 乾塘-白銀西間の電化完成[5]。
- 1998年10月 - 柳家荘-西湖間の電化完成[5]。
- 2009年4月 - 包頭-恵農間が電化[6]。

## 接続路線
- 包頭駅：京包線、包神線（正確には万水泉駅）、包石線（正確には包頭東駅）
- 包頭西駅：包環線（包白線）
- 臨河駅：臨策線
- 烏海駅：海拉線（烏吉支線）
- 烏海西駅：吉蘭泰線（海公支線）
- 恵農駅：東烏線
- 石嘴山駅：石汝支線（平汝線）
- 銀川駅：銀新支線、太中銀線（定銀支線・工事中）
- 大壩駅：大古線
- 中衛駅：宝中線（正確には柳家荘駅）、太中銀線（工事中、正確には黄羊湾駅）
- 乾塘駅：乾武線
- 白銀西駅：紅会支線
- 蘭州駅：隴海線、蘭新線、蘭青線

## 主要駅一覧
包頭 - ウラド前旗 - 五原 - 臨河 - バヤンゴル - 烏海 - 烏海西 - 恵農 - 石嘴山 - 平羅 - 銀川 - 青銅峡 - 中寧 - 中衛 - 乾塘 - 景泰 - 白銀西 - 皋蘭 - 蘭州